# محمد حسن الطالقاني
السيد محمد حسن بن عبد الرسول بن مشكور الطالقاني النجفي (1350 هـ / 1931م - 1424 هـ / 2003م). هو رجل دين وأديب وشاعر شيعي عراقي معاصر. عمل في مجال الصحافة فأصدر مجلة المعارف عام 1958 واستمرت لمدة عامين، تحولت بعدهما إلى جريدة أسبوعية صدر منها ثلاثة عشر عددًا ثم توقفت عن الصدور، كما أنّه كان عضواً في جمعية المؤلفين والكتّاب العراقيين ببغداد، إضافة إلى عضويته في نقابة الصحفيين العراقيين.

## مؤلفاته وأعماله
قام الطالقاني بتحقيق الكثير من الدواوين الشعرية، وخلّف بعض المؤلّفات التي منها:
| - الشيخية نشأتها وتطورها ومصادر دراستها. رسالة جامعيّة مشتملة على دراسة شاملة حول الفرقة الشيخيّة. - هكذا نلتقي. - أثر الطواعين في القضاء على التراث العلمي والأدبي في العراق. - أعيان الشيعة في الهند. - ذكرى الشيخ آغا بزرگ الطهراني. - بحوث في الفقه والأصول. - التواريخ المنظومة. - جولة في ألمانيا الاتحادية. - الروض الزاهي. | - غاية الأماني في أحوال آل الطالقاني. - الشجرة الأقحوانية في نسب السادة الطالقانية. - سحر الأديب في شرح شواهد مغني اللبيب. - من ضحايا الشذوذ. - شعراء رثوا أمهاتهم. - سعادة المتأنق في توضيح حاشية المنطق. - المجموع. - مذكرات. - سير العلم. |